# Zamarada melanopyga
Zamarada melanopyga là một loài bướm đêm trong họ Geometridae.